# مايكوسويل ريغينالدو دي ماتوس
مايكوسويل ريغينالدو دي ماتوس (بالبرتغالية: Maicosuel Reginaldo de Matos‏) (مواليد 16 يونيو 1986 في كوسموبوليس - البرازيل) لاعب كرة قدم برازيلي يلعب حاليا لصالح نادي الدرجة الأولى هوفينهايم الألماني منذ 2009 في مركز الوسط المهاجم .

## روابط خارجية
- مايكوسويل ريغينالدو دي ماتوس على موقع قاعدة بيانات كرة القدم.إي يو (الإنجليزية)
- مايكوسويل ريغينالدو دي ماتوس على موقع بيانات كرة القدم. دي إي (الألمانية)
- مايكوسويل ريغينالدو دي ماتوس على موقع Soccerway.com (الإنجليزية)
- مايكوسويل ريغينالدو دي ماتوس على موقع عالم كرة القدم.نت (الإنجليزية)
- مايكوسويل ريغينالدو دي ماتوس على موقع AS.com (الإسبانية)